# Thorius schmidti
Thorius schmidti är en groddjursart som beskrevs av Frederick R. Gehlbach 1959. Thorius schmidti ingår i släktet Thorius och familjen lunglösa salamandrar. IUCN kategoriserar arten globalt som starkt hotad. Inga underarter finns listade i Catalogue of Life.